# توصيف (علم المواد)
التوصيف يشير عند استخدامه في علم المواد، إلى العملية العامة التي يتم من خلالها فحص هيكل المادة وخصائصها وقياسها. إنها عملية أساسية في مجال علم المواد، والتي بدونها لا يمكن التأكد من فهم علمي للمواد الهندسية. غالبًا ما يختلف نطاق المصطلح؛ تقصر بعض التعريفات استخدام المصطلح على التقنيات التي تدرس التركيب المجهري وخصائص المواد، بينما يستخدم البعض الآخر المصطلح للإشارة إلى أي عملية تحليل للمواد بما في ذلك التقنيات العيانية مثل الاختبار الميكانيكي والتحليل الحراري وحساب الكثافة. يتراوح حجم الهياكل التي لوحظت في خصائص المواد من أنغستروم، كما هو الحال في تصوير الذرات الفردية والروابط الكيميائية، حتى السنتيمترات، كما هو الحال في تصوير هياكل الحبوب الخشنة في المعادن.
في حين تم ممارسة العديد من تقنيات التوصيف لعدة قرون، مثل الفحص المجهري البصري الأساسي، تظهر تقنيات ومنهجيات جديدة باستمرار. على وجه الخصوص، أحدث ظهور المجهر الإلكتروني وقياس الطيف الكتلي الأيوني الثانوي في القرن العشرين ثورة في المجال، مما سمح بتصوير وتحليل الهياكل والتركيبات على نطاقات أصغر بكثير مما كان ممكنًا في السابق، مما أدى إلى زيادة هائلة في مستوى الفهم لماذا تظهر المواد المختلفة خصائص وسلوكيات مختلفة. في الآونة الأخيرة، زاد الفحص المجهري للقوة الذرية من الدقة القصوى الممكنة لتحليل عينات معينة في الثلاثين عامًا الماضية.